# السد (السوادية)

تعديل مصدري - تعديل

السد هي إحدى قرى عزلة ال منصور بني وهب بمديرية السوادية التابعة لمحافظة البيضاء، بلغ تعداد سكانها 57 نسمة حسب تعداد اليمن لعام 2004.